# 標津断層帯
標津断層帯（しべつだんそうたい）は、北海道東部の標津町、中標津町、羅臼町の平野部と山塊の境界付近に存在する断層群。第四紀において活動した可能性がある活断層も含まれており、断層を震源とする大規模な地震発生も予測されている。

## 調査
- 2002年から2004年にかけて北海道立地質調査所が地形地質調査、物理探査およびボーリング調査を実施しているが、活動履歴等が判別できず地震の発生確率は明らかにされなかった。

## 発生した主な地震
- 1963.1.28 - M 5.3 中標津